# Vere Cornwall Bird
Sir Vere Cornwall Bird Sr. (* 7. Dezember 1910 in Saint John’s (Antigua und Barbuda); † 28. Juni 1999 ebenda) war ein antiguanischer Politiker und Premierminister von Antigua und Barbuda.

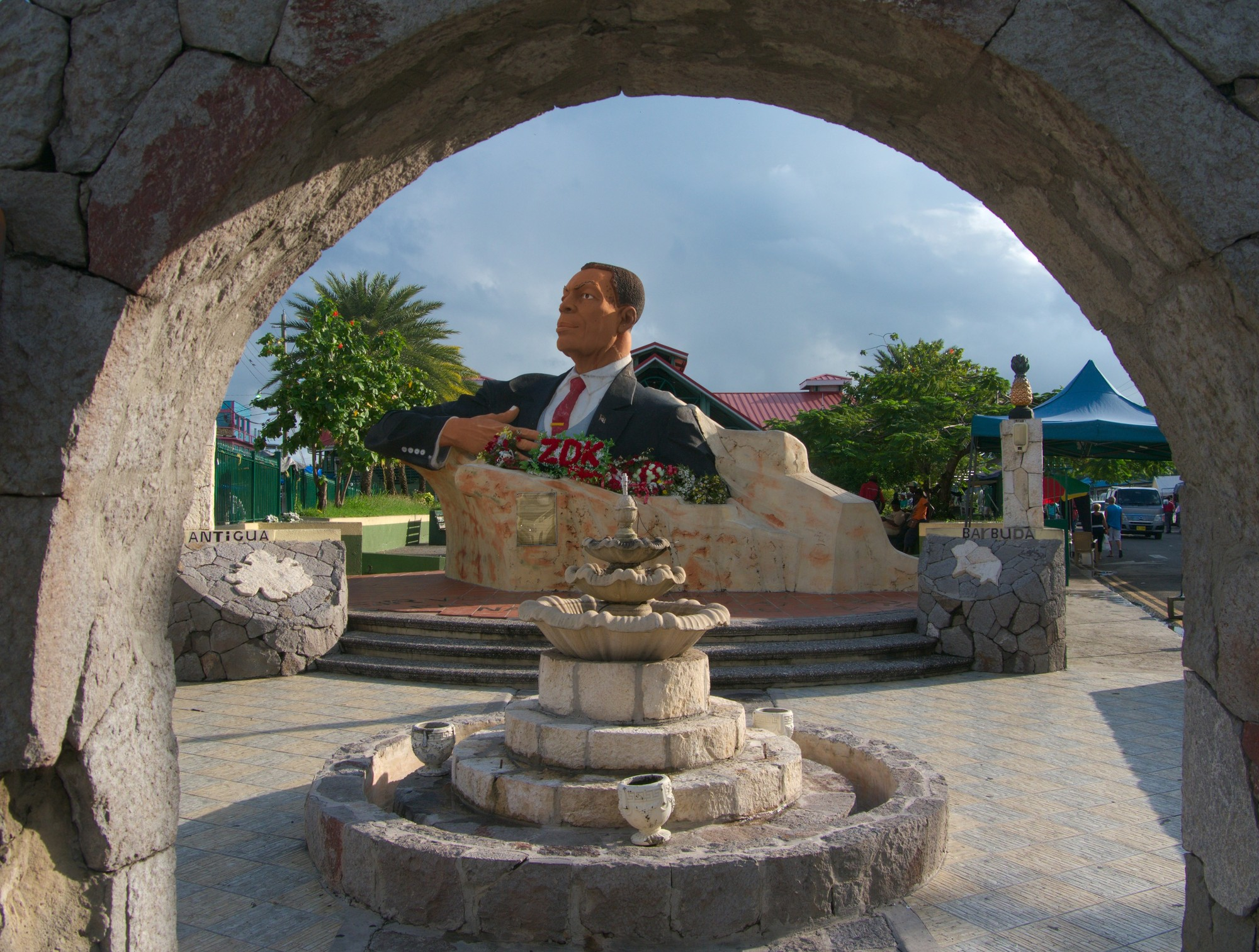
Denkmal in St.John’s, Antigua

## Biografie

### Gewerkschaftsfunktionär und Gründer der Antigua Labour Party
Bird, der aus ärmlichen Verhältnissen stammte und bis auf die Grundschule keinerlei Schulbildung besaß und zwei Jahre lang Mitarbeiter der Heilsarmee war, gehörte 1939 zu den Gründungsmitgliedern des Gewerkschaftsbundes (Antigua Trades and Labour Union), dessen Präsident er zwischen 1943 und 1969 war.
Seine eigentliche politische Laufbahn begann 1945, als er erfolgreich als Abgeordneter für den Legislativrat (Legislative Council) kandidierte. Als solcher hielt er im Januar 1951 unter einem Tamarindenbaum in der Nähe des Ortes Bethesda eine historische Rede, in der er einen Streik für den Fall androhte, falls die Zuckerrohrarbeiter keine Lohnerhöhung erhalten. Auf die spöttische Frage des mächtigen Direktors der Zuckerrohrplantagen (Antigua Sugar Estates), Alexander Moody-Stuart, was die streikenden Arbeiter dann essen würden, soll er mit dem zum geflügelten Wort gewordenen Spruch geantwortet haben:

“We will eat cockles and the widdy widdy bush. We will drink Pond water.”

„Wir werden Herzmuscheln und vom Widdy-Widdy-Busch – einer in Antigua vorkommenden Pflanze, die zur Ernährung der Sklaven gehörte – essen und Teichwasser trinken“

Nachdem es zu keiner Lohnerhöhung kam, organisierte er tatsächlich einen Streik, der dazu führte, dass es 1951 zu keiner Zuckerrohrernte kam. Das vielzitierte geflügelte Wort gilt bis heute als Bekenntnis der Antiguaner, sich aus ihrem kleinen Inselstaat heraus selbst versorgen zu können, und ein bescheidenes aber freies Leben vorzuziehen.
In der Folgezeit ermutigte Bird Mitglieder des Gewerkschaftsbundes zur Kandidatur für öffentliche Ämter und schuf dadurch zugleich die Grundlage der kurz darauf gegründeten zukünftigen Antigua Labour Party, deren Vorsitzender er von 1951 bis 1971 war. Als noch im gleichen Jahr das allgemeine Wahlrecht für Erwachsene eingeführt wurde, gewann seine Labour Party alle Sitze im Legislativrat. Diesen beachtlichen Wahlerfolg konnte die Labour Party bis 1967 wiederholen.

### Chefminister, Premier und Premierminister
Am 1. Januar 1960 wurde er Chief Minister von Antigua, das zu diesem Zeitpunkt neben Trinidad und Tobago zu den Westindischen Inseln gehörte, und behielt dieses Amt zunächst bis zum 27. Februar 1967. In dieser Zeit gehörte er 1965 zu den Unterzeichner des Abkommens zur Gründung der CARIFTA, der Vorgängerorganisation der heutigen Karibischen Gemeinschaft (CARICOM).
Mit der Erreichung des Status eines Assoziierten Staates wurde er dann am 27. Februar 1967 mit dem Titel Premier wiederum Chef der Regierung. Eine Spaltung innerhalb der Labour Party führte jedoch dazu, dass er bei den Parlamentswahlen 1971 sein Mandat als Abgeordneter verlor und aus diesem Grund das Amt des Premier am 14. Februar 1971 an George Herbert Walter übergeben musste.
Allerdings gelang ihm bei der Wahl vom Februar 1976 ein Wahlerfolg über Walters Progressive Arbeiterbewegung (Progressive Workers Movement), so dass er noch im Februar 1976 wieder Premier von Antigua wurde. In dieser Funktion führte er 1980 in London die letzten Verfassungsverhandlungen mit der Kolonialmacht, die dazu führten, dass die beiden Inseln Antigua und Barbuda am 1. November 1981 die Unabhängigkeit von Großbritannien und Nordirland als souveräner Mitgliedstaat (Commonwealth Realm) innerhalb des Commonwealth of Nations erhielten.
Vom 1. November 1981 bis zum 9. März 1994 war er danach erster Premierminister von Antigua und Barbuda nach der Unabhängigkeit. Als solcher wurde er bei den Wahlen 1984 wiedergewählt. Bei den Parlamentswahlen vom 9. März 1989 erhielt seine konservative Antigua Labour Party mit 63,8 Prozent der Stimmen 15 von 17 Sitzen. Ein Sitz ging an die United National Democratic Party, ein weiterer Sitz an einen parteiunabhängigen Vertreter von Barbuda. Wegen Unregelmäßigkeiten bei der Wahl einiger Abgeordneter waren allerdings anschließend Nachwahlen nötig.
Bird übernahm zusätzlich von 1981 bis 1982 auch die Ämter des Außenministers und des Verteidigungsministers. Außerdem war er von 1982 bis 1984 und 1991 Finanzminister. Schließlich hatte er 1991 für kurze Zeit auch wieder das Amt des Außenministers inne. Während dieser Amtszeit führte er die freie Bildung an weiterführenden Schulen, eine inselnweite Stromversorgung und Bauprojekte ein, wie des Internationalen Flughafens, des Tiefwasserhafens, aber auch von innerörtlichen Straßen. Des Weiteren trieb er die Förderung des Tourismus an, die Antigua und Barbuda zu einem der führenden Reiseziele der Karibik machte.
Am 9. März 1994 trat Bird, der die Geschichte von Antigua und Barbuda mehr als fünfzig Jahre geprägt hatte, aus Gesundheitsgründen aber auch aus interner Kritik an seiner Regierungsführung zurück und übergab das Amt des Premierministers an seinen Sohn Lester Bird.

### Ehrungen und Kritik
Für seine Verdienste um Antigua und Barbuda sowie das Commonwealth wurde er noch 1994 als Knight Companion des Order of the National Hero geadelt. Auch wurde er selbst 1994 nach seinem Rücktritt zum Nationalhelden erklärt, der Sir-Vere-Cornwall-Bird-Day am 9. Dezember als offizieller Feiertag begangen. Darüber hinaus wurde ihm im Juli 1998 der Orden der Karibischen Gemeinschaft (Order Of The Caribbean Community) verliehen. 1985 wurde der VC Bird International Airport nach ihm benannt.
Andererseits gab es immer wieder Kritik an seiner Regierungsführung und der zunehmenden Bildung einer familiären Herrschaftsdynastie (sein Sohn Lester Bird folgte als Regierungschef nach), die von der antiguanischen Schriftstellerin Jamaica Kincaid in ihrem Werk A Small Place mit der Diktatur von François und Jean-Claude Duvalier auf Haiti verglichen wurde. Die Familie Bird erlangte durch ihren politischen Einfluss auch eine führende Rolle in der Wirtschaft des Landes, aber auch des Fernsehens und der Rundfunkstationen. Daneben wurde immer wieder Vorwürfe der Korruption, aber auch illegaler Waffengeschäfte laut, die unter anderem dazu führten, dass ein weiterer Sohn, Vere Bird Jr., 1990 als Minister zurücktreten musste. Auch die engen Kontakte mit dem in Antigua groß investierenden, 2009 in den USA wegen Betrugs verurteilten Unternehmers R. Allen Stanford wurden kritisch gesehen.
Nichtsdestotrotz gilt V.C. Bird als der „Vater“ des unabhängigen Staates Antigua und Barbuda.